# ورقة 20 بيسو فلبيني
ورقة 20 بيسو فلبيني (بالفلبينية: Dalawampung piso‏)(₱20) هي ورقة بيسو فلبيني نقدية. هي أصغر فئة من الأوراق النقدية المتداولة بشكل عام في الفلبين. على الورقة الحالية صورة الرئيس الفلبيني مانويل كويزون وعلى الظهر مصاطب أرز باناوي وزباد النخيل الآسيوي.

## التاريخ
أصدر بنك جزر الفلبين ورقة 20 بيسو عليها صورة بركان مايون في 1905-1917.
|       | الفلبين (1936-1941) | سلسلة النصر ورقم 66 (1944) | سلسلة Victory-CBP (1949) |
| ----- | ------------------- | -------------------------- | ------------------------ |
| الوجه |                     |                            |                          |
| الظهر |                     |                            |                          |

### الاستقلال

#### السلسلة الإنجليزية (1951–1971)
على وجه الورقة صور اندريس بونيفاسيو وإميليو جاسينتو وهما شخصان مهمان في حركة كاتيبونان خلال الثورة الفلبينية، وعلى الظهر Kartilya ng Katipunan وCry of Balintawak.

#### السلسلة الفلبينية (1969–1973)
وضعت صورة مانويل كويزون بدلا من صور بونيفاسيو وجاسينتو في عام 1967. الورقة في هذه السلسلة باللون البرتقالي.على الظهر قصر مالاكانانغ. تمت مراجعة تصميم الوجه لاحقًا كما تغير لون صورة كويزون من البني إلى البرتقالي وأضيفت علامة مائية. استمر هذا التصميم في سلسلة أنج باجونج ليبونان في عام 1973.

#### سلسلة أنج باجونج ليبونان (1973–1985)
أضيف نص Ang Bagong Lipunan فوق العلامة المائية إلى الإصدار السابق في عام 1976.

#### سلسلة الإصدار الجديد (1986–2012)
أعيد تصميم الورقة بالكامل في عام 1986 وأضيفت عناصر جديدة تتعلق بفترة حكم كويزون وهي إعلان التغالوغ لغة وطنية فلبينية وشعار الفلبين والموافقة على دستور 1935. حدثت صورة قصر مالاكانانغ لتعكس تجديدات المبنى، أصدرت في 3 مارس 1986 الثورة الفلبينية 1986. على الرغم من أنها أصدرت بعد الصورة فإن أول 34 مليون ورقة نقدية عليها توقيع الرئيس فرديناند ماركوس.

#### سلسلة تصميم الجيل الجديد (2010–الآن)
عدلت صورة مانويل كويزون في عام 2010 ونقل قصر مالاكانانغ من الخلف إلى أسفل الوجه، أما الظهر فعليه مصاطب أرز باناوي وزباد النخيل الآسيوي. أصدرت 20 بيسو في عام 2017 من الجيل الجديد غير حجم الخط.
أعلن في عام 2019 أنه ستستبدل ورقة 20 بيسو بعملة معدنية ستصدر في الربع الأول من عام 2020 لحل مشكلةقصر عمر هذه الورقة حيث لا يستغرق الأمر سوى عام أو أقل حتى تتلف الورقة بناءً على بحث أجرته جامعة الفلبين. قال البنك المركزي الفليبيني على أن عملة 20 بيسو النقدية تدوم لمدة 10 إلى 15 عامًا. استمر بنك المركزي في إصدارورقة 20 بيسو اعتبارًا من عام 2023.

### الأوراق
|       | السلسلة الإنجليزية (1951–1971) | السلسلة الفلبينية (1969–1973) | سلسلة أنج باجونج ليبونان (1973–1985) | سلسلة التصميم الجديد (1986–2012) | سلسلة تصميم الجيل الجديد (2010–الآن) |
| ----- | ------------------------------ | ----------------------------- | ------------------------------------ | -------------------------------- | ------------------------------------ |
| الظهر |                                |                               |                                      |                                  |                                      |
| الوجه |                                |                               |                                      |                                  |                                      |

## سنوات الطباعة
| السلسلة                        | السنة     | رئيس الفلبين           | محافظ البنك المركزي       |
| ------------------------------ | --------- | ---------------------- | ------------------------- |
| السلسلة الإنجليزية             | 1951–1953 | البيديو كويرينو        | Miguel Cuaderno Sr.       |
| السلسلة الإنجليزية             | 1953–1957 | رامون ماجسايساي        | Miguel Cuaderno Sr.       |
| السلسلة الإنجليزية             | 1961      | كارلوس بولستيكو غارسيا | Andres V. Castillo ‏       |
| السلسلة الإنجليزية             | 1961–1965 | ديوسدادو ماكاباجال     | Andres V. Castillo ‏       |
| السلسلة الإنجليزية             | 1970      | فرديناند ماركوس        | Gregorio S. Licaros ‏      |
| السلسلة الفلبينية              | 1969–1970 | فرديناند ماركوس        | Alfonso Calalang          |
| السلسلة الفلبينية              | 1970–1973 | فرديناند ماركوس        | Gregorio S. Licaros       |
| سلسلة أنج باجونج ليبونان       | 1973–1981 | فرديناند ماركوس        | Gregorio S. Licaros       |
| سلسلة أنج باجونج ليبونان       | 1981–1984 | فرديناند ماركوس        | Jaime C. Laya             |
| سلسلة أنج باجونج ليبونان       | 1984–1985 | فرديناند ماركوس        | جوزيه بي. فرنانديز جونيور |
| New Design Series ‏             | 1986      | فرديناند ماركوس        | جوزيه بي. فرنانديز جونيور |
| New Design Series ‏             | 1986–1990 | كورازون أكينو          | جوزيه بي. فرنانديز جونيور |
| New Design Series ‏             | 1990–1992 | كورازون أكينو          | Jose L. Cuisia Jr.        |
| New Design Series ‏             | 1992–1993 | فيدل فالديس راموس      | Jose L. Cuisia Jr.        |
| New Design Series ‏             | 1993–1998 | فيدل فالديس راموس      | Gabriel C. Singson ‏       |
| New Design Series ‏             | 1998–1999 | جوزيف استرادا          | Gabriel C. Singson ‏       |
| New Design Series ‏             | 1999–2001 | جوزيف استرادا          | رافاييل بوينافنتيورا      |
| New Design Series ‏             | 2001–2005 | غلوريا ماكاباغال أرويو | رافاييل بوينافنتيورا      |
| New Design Series ‏             | 2005–2010 | غلوريا ماكاباغال أرويو | Amando M. Tetangco Jr. ‏   |
| New Design Series ‏             | 2010–2012 | بنيغنو آكينو           | Amando M. Tetangco Jr. ‏   |
| New Generation Currency Series | 2010–2016 | بنيغنو آكينو           | Amando M. Tetangco Jr. ‏   |
| New Generation Currency Series | 2016–2017 | رودريغو دوتيرتي        | Amando M. Tetangco Jr. ‏   |
| New Generation Currency Series | 2017–2019 | رودريغو دوتيرتي        | Nestor Espenilla Jr.      |
| New Generation Currency Series | 2019–2022 | رودريغو دوتيرتي        | Benjamin E. Diokno ‏       |
| New Generation Currency Series | 2022–الآن | بونغ بونغ ماركوس       | Felipe M. Medalla ‏        |